# Yuanshi (Geschichtswerk)
Das Yuanshi (chinesisch 元史, Pinyin Yuánshǐ, englisch Official History of the Mongol (Yuan) Dynasty of China – „Offizielle Geschichte der Yuan-Dynastie“) ist chinesisches Geschichtswerk über die Dynastie der Mongolen in China. Das Werk aus 210 Bänden (Juan), das von Song Lian (宋濂) (1310–1381) im 2. Jahr der Herrschaft von Ming Hongwu (ca. 1369–1370) herausgegeben wurde, beschreibt die Geschichte der Yuan-Dynastie, einer mongolischen Dynastie, die von Kublai Khan gegründet wurde und China von ca. 1234/1279 bis 1368 regiert hat. Der in dem Buch beschriebene Zeitraum beginnt nach einem kurzen Abriss der Ahnenreihe Dschingis Khans, als dem Stammvater der Yuan-Dynastie, mit dessen Geburt um 1160 und endet 1369 mit dem Fall der Yuan-Dynastie. Aufgrund der Eile, in der das Werk verfasst wurde, gilt diese Geschichte als „voller Fehler, Auslassungen und Widersprüche“.
Dieses Werk ist in den 24 Dynastiegeschichten, den Annalen der chinesischen Geschichte, eingeordnet.
In der asiatischen Geschichtsschreibung ist das Yuanshi eine wichtige Quelle für die Geschichte der chinesischen, tungusischen, mongolischen und türkischen Völker. Mit Werken wie dem Mengda beilu, dem Changchun zhenren xiyou ji und dem Shengwu qinzhen lu (聖武親征錄, etwa: „Aufzeichnung der persönlichen Feldzüge des martialischen Heiligen“ (d. i. Dschingis Khan), um 1260), auf dem es teilweise basiert, zählt das Yuanshi zu den wichtigsten chinesischen Quellen zu Leben und Zeit Dschingis Khans.  Die Biografie Dschingis Khans aus Juan 1 des Yuanshi wurde von F.E.A. Krause ins Deutsche übertragen und 1922 veröffentlicht. Insgesamt aber wurde das Werk, trotz seiner Bedeutung, bisher nur in Bruchstücken in westliche Sprachen übertragen.
Es gibt eine kürzere Fassung der Geschichte der Yuan-Dynastie mit dem Titel Yuanshi leibian.